# Sergio González Testón
Sergio González Testón (Madrid, 26 de mayo de 1995), más conocido como Sergi González, es un futbolista español que juega de defensa.

## Trayectoria
Se formó en las categorías inferiores del Club Atlético de Madrid y durante la temporada 2015-16 estuvo cedido en el Club de Fútbol Rayo Majadahonda.
El 25 de octubre de 2017 hizo su debut en el primer equipo del Club Atlético de Madrid, en un empate 1–1 como visitante contra el Elche C. F. en la Copa del Rey. El 22 de febrero de 2018 hizo su debut en Europa, jugando 90 minutos en una victoria por 1-0 contra el F. C. Copenhague en el partido de vuelta de los dieciseisavos de final de la Liga Europa de la UEFA.
El 24 de agosto de 2018 firmó por el F. C. Ararat-Armenia, equipo con el que se proclamó campeón de la Liga Premier de Armenia.
En julio de 2019 fichó por el Deportivo Alavés con el que realizó la pretemporada antes de ser cedido al N. K. Istra 1981 croata, que era propiedad en un 85% del grupo Baskonia-Alavés.
En enero de 2022, después de un tiempo sin equipo desde su salida de la entidad vitoriana, se unió a la U. D. San Sebastián de los Reyes. Dejó el club a inicios de 2025 y unos días después fichó por el Bergantiños F. C. para lo que quedaba de temporada.

## Clubes
| Club                             | País    | Año       |
| -------------------------------- | ------- | --------- |
| Atlético de Madrid "C"           | España  | 2014-2015 |
| C. F. Rayo Majadahonda (cedido)  | España  | 2015-2016 |
| Atlético de Madrid "B"           | España  | 2016-2018 |
| F. C. Ararat-Armenia             | Armenia | 2018-2019 |
| Deportivo Alavés "B"             | España  | 2019-2021 |
| N. K. Istra 1961 (cedido)        | Croacia | 2019-2021 |
| U. D. San Sebastián de los Reyes | España  | 2022-2025 |
| Bergantiños F. C.                | España  | 2025      |

## Palmarés

### Campeonatos nacionales
| Título                  | Club                 | País    | Año  |
| ----------------------- | -------------------- | ------- | ---- |
| Liga Premier de Armenia | F. C. Ararat-Armenia | Armenia | 2019 |